# Ruta del Vino del Valle del Elqui

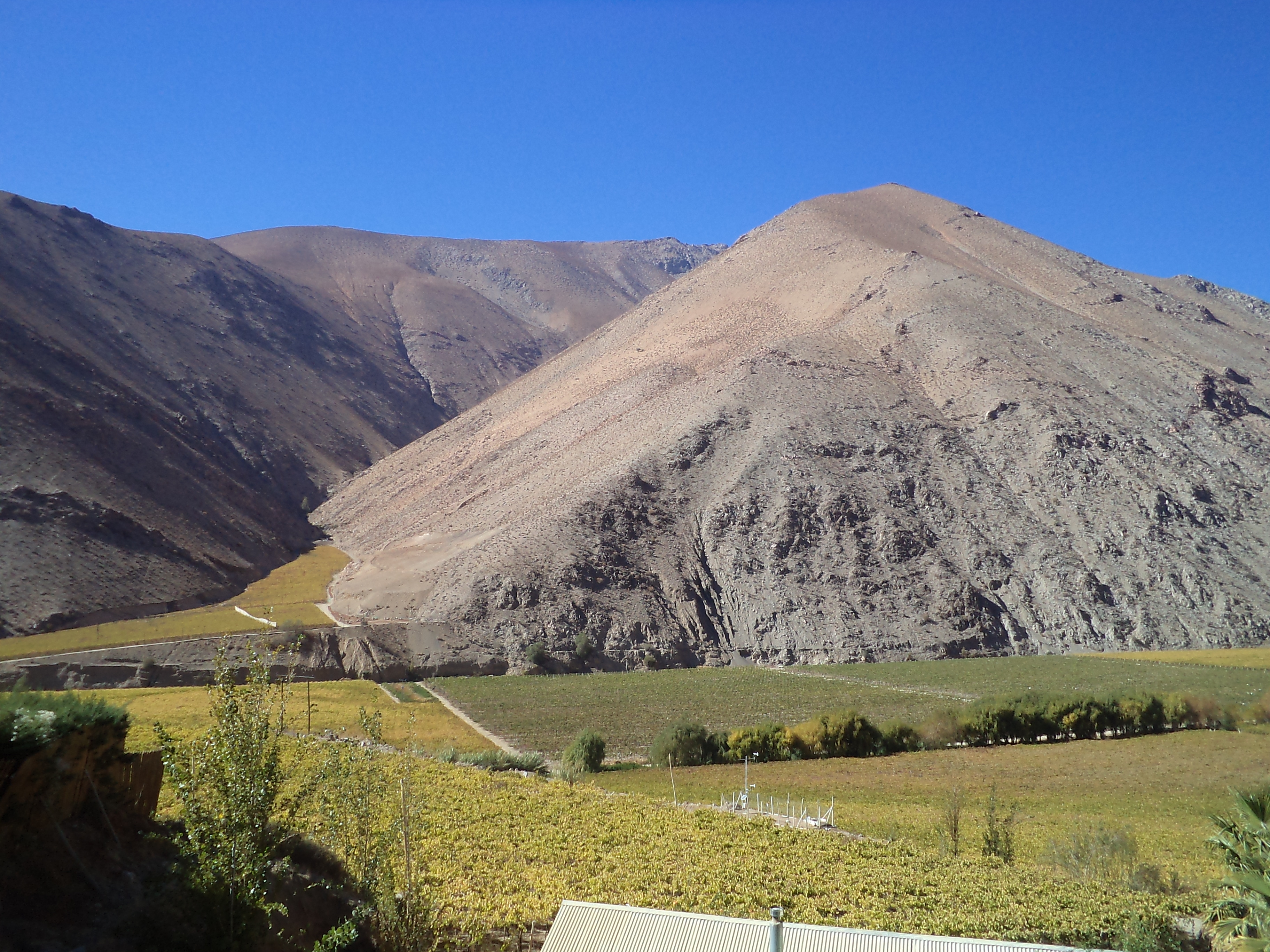
Viñedos en el Valle de Elqui.

La ruta del vino del Valle de Elqui se encuentra ubicada en la región vitícola de la Región de Coquimbo, Chile. En este valle existe sólo una viña abierta permanentemente a la actividad turística de acuerdo al diagnóstico de 2013. Sin embargo, hay otras iniciativas que se han incorporado recientemente.
Las principales variedades de este valle son Syrah y Moscatel

## Principales viñas
Las principales viñas productoras de vino abiertas al turismo en el Valle Elqui son:
- Viña Cavas del Valle, ubicada en la comuna de Paihuano, junto a la ruta R-485 kilómetro 14,5.
- Viña Elqui Wines.
- Viña Falernia, con 320 hectáreas propias distribuidas en tres propiedades, la primera a 18 kilómetros de la costa, la segunda junto al Embalse Puclaro y la tercera junto a la localidad de Vicuña. Sus oficinas se encuentran junto a la ruta CH-41 en el kilómetro 52, junto al cruce a Gualliguaica.

Adicionalmente el Valle de Elqui posee vistas guiadas a plantas productoras de pisco chileno.

## Fiesta de la Vendimia
La Fiesta de la Uva y el Pisco en Vicuña, se realiza una muestra gastronómica con productos típicos, en el año 2016 se hizo la churrasca más grande, concursos de catadores de pisco, concurso del racimo de uvas más grande, muestra de pisadores de uva, un corso de flores que recorre la ciudad, elección de reinas del Carnaval Equino, concurso de disfraces, entre otros.